# Kerianthera
Kerianthera là một chi thực vật có hoa trong họ Thiến thảo (Rubiaceae).

## Loài
Chi Kerianthera gồm các loài: